# 列比亞日耶區

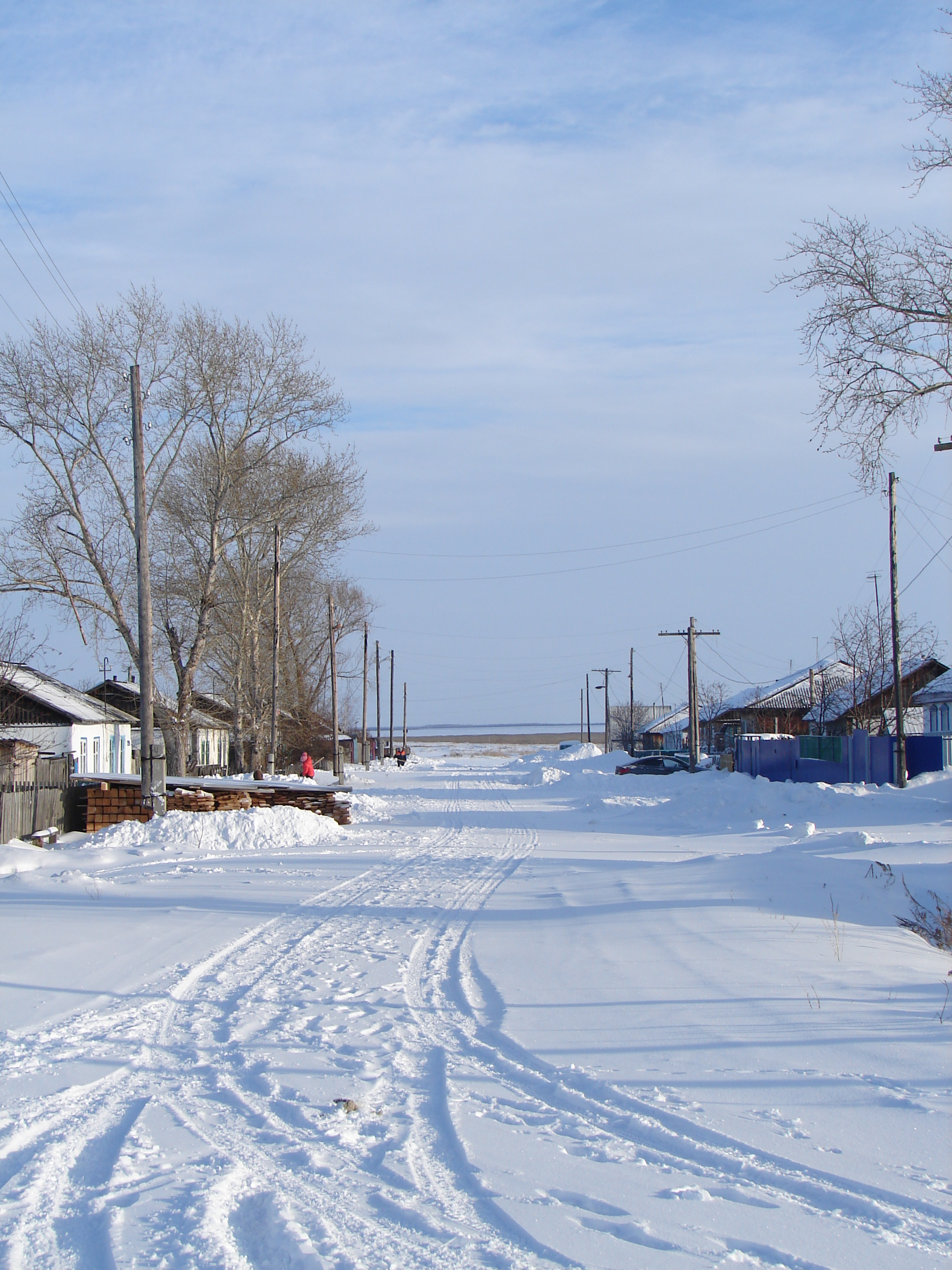

55°16′N 66°30′E / 55.267°N 66.500°E
列比亞日耶區（俄语：Лебяжьевский район），是俄羅斯的一個區，位於該國南部，由庫爾干州負責管轄，面積3,180平方公里，2010年人口16,557，人口密度每平方公里5.21人。